# Kapujt

S
Kapujt – wieś w Armenii, w prowincji Wajoc Dzor. W 2011 roku liczyła 23 mieszkańców.